# Marienfelde (Berlin)
Marienfelde, Berlin-Marienfelde – dzielnica (Ortsteil) Berlina w okręgu administracyjnym Tempelhof-Schöneberg. Od 1 października 1920 w granicach miasta.
W dzielnicy znajduje się stacja kolejowa Berlin-Marienfelde.